# Batalla del Cañoncito
Se conoce como Batalla de Cañoncito (sobre todo en los Estados Unidos) al enfrentamiento que tuvo lugar del 8 de agosto al 14 de agosto de 1846, cerca de Santa Fe, Nuevo México, durante la Intervención Estadounidense en México.
Al comienzo de la Intervención, el entonces teniente coronel del Ejército de los Estados Unidos, Stephen W. Kearny, había llevado consigo 1700 soldados de Leavenworth, Kansas, a través de territorios de población indígena, para garantizar el territorio de Nuevo México para los Estados Unidos. Manuel Armijo, gobernador Provincial mexicano de Nuevo México, se enteró de aquella invasión en junio de 1846 por un socio de negocios estadounidense, que llevaba mercancías desde Independence, Misuri. El 8 de agosto, Armijo emitió una proclama al pueblo de Nuevo México, exhortando a prepararse para repeler la invasión estadounidense.
El 9 de agosto, Armijo convocó a una reunión con varios dirigentes de Nuevo México. Armijo trataba de evitar la batalla, pero el comandante del ejército regular, Diego Archuleta, y los oficiales de la milicia, Manuel Antonio Chávez y Miguel Pino querían defender el territorio.
Según algunas referencias, Armijo no hubiera hecho nada en la defensa si Chávez y Pino no le hubiesen obligado. El 12 de agosto, recibieron la visita de un estadounidense llamado James Magoffin que más tarde dijo haber convencido a Armijo y Archuleta de no combatir. Pronto, algunos mexicanos, frustrados ante la idea de una invasión estadounidense, y la posible pérdida de sus tierras, hablaron de hacer una matanza de los comerciantes estadounidenses de la ciudad, pero Armijo los convenció de lo contrario.
En la preparación para la defensa de Santa Fe, Armijo creó su cuartel general al este del pueblo en un paso angosto, pero finalmente decidió no luchar. Cuando Pino, Chávez, y la milicia insistió, Armijo ordenó que el cañón fuese apuntado hacia ellos. El 14 de agosto, cuando se confirmó el tamaño de fuerza que arribaba, la mayor parte de las fuerzas mexicanas decidió regresar a sus hogares en Santa Fe, mientras que Armijo y algunos de los soldados regulares mexicanos viajaban al sur de Chihuahua. 
El 15 de agosto, Kearny y su fuerza entró a Santa Fe declarando a Nuevo México como Territorio de los Estados Unidos sin que se hubiese disparado un tiro.
- Datos: Q8244609